# Reichspfennigmeister

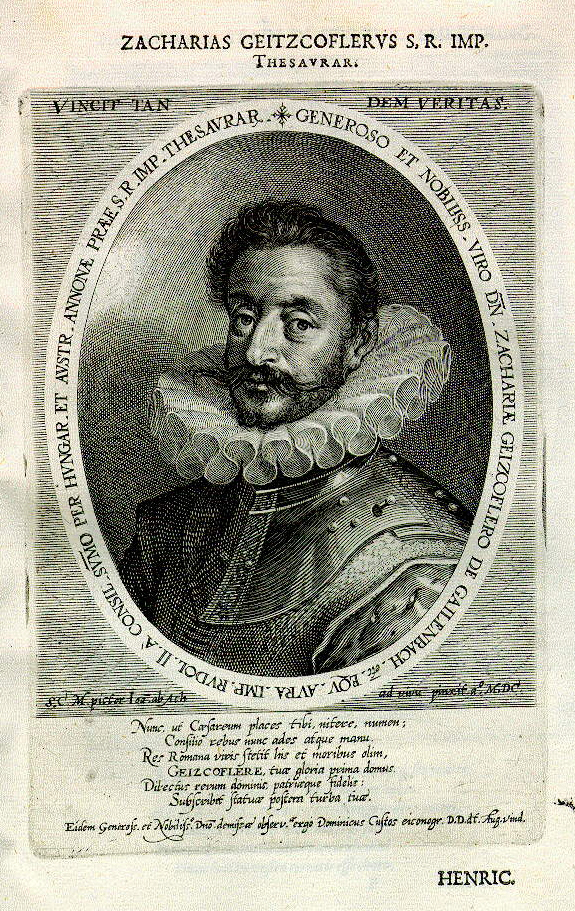
Reichspfennigmeister Zacharias Geizkofler

Das Amt des Reichspfennigmeisters existierte seit dem 16. Jahrhundert im Heiligen Römischen Reich. Die Reichspfennigmeister wurden vom Kaiser ernannt und standen einer Reichskasse vor.

## Geschichte
Das Amt des Reichspfennigmeisters war neben der Hofkammer für die kaiserlichen Finanzen von zentraler Bedeutung. Es entstand einige Zeit nach dem Scheitern der von Maximilian I. bevorzugten allgemeinen Reichssteuer auf alle Untertanen des Heiligen Römischen Reichs („Gemeiner Pfennig“) und mit der Institutionalisierung der Matrikularabgabe als Grundlage zur Berechnung von Reichssteuern, bei der die jeweiligen Reichsstände die Kosten der von ihnen für einen theoretischen Romzug zur Kaiserkrönung zu stellenden Truppen (festgelegt nach der Wormser Matrikel von 1521) bezahlten.
Das Amt des Reichspfennigmeisters existierte auf Reichsebene seit dem Jahr 1543. Die räumliche Trennung des Amtes zwischen den sächsischen Reichskreisen und den oberdeutschen Reichskreisen geschah 1557 auf dem Reichstag zu Regensburg. Auf diesem wurden erstmals zwei Reichspfennigmeister ernannt, die jeweils für eines der beiden Gebiete zuständig waren. Gleichzeitig wurde Leipzig mit in die Liste der sogenannten Legstädte aufgenommen, in denen die Steuern durch die Reichsstände eingesammelt wurden.
Die Reichspfennigmeister wurden bis 1566 von den Reichsständen ernannt und waren nur für die Eintreibung einer bestimmten Steuer zuständig. Ab dem Reichstag von 1570 in Speyer überließen die Stände die Ernennung allerdings dem Kaiser. Außerdem verzichteten sie auf die Rechnungslegung und diese erfolgte nur noch gegenüber dem Kaiser. Damit war das Amt faktisch Teil der kaiserlichen Finanzverwaltung geworden.

## Aufgaben
Der Reichspfennigmeister in Leipzig verwaltete die sächsischen Reichskreise, Augsburg hingegen war für die oberdeutschen Reichskreise zuständig. Der Sitz in Augsburg entwickelte sich allerdings zum zentralen Sitz dieser Instanz.
Die Reichspfennigmeister berechneten die Reichssteuern der Reichsstände und waren zuständig für die Einnahme der Steuern, die zuvor durch die zuständigen Reichskreise in den Legstädten Augsburg, Frankfurt am Main, Leipzig, Nürnberg und Regensburg eingesammelt wurden. Diese Legstädte mussten einen beträchtlichen Teil der einzusammelnden Abgaben vorschießen und übernahmen so die Rolle von Banken.
Diese Abgaben waren hauptsächlich
- die Kammerzieler genannte Steuer zur Finanzierung des Reichskammergerichtes
- die Römermonate, zur Finanzierung der Reichsarmee

Die Reichspfennigmeister waren anfangs dem Reichstag rechenschaftspflichtig, später ausschließlich dem Kaiser und galten in einigen Fällen als Währungs- und Finanzexperten ihrer Zeit.

## Reichskammergericht
Am Reichskammergericht gab es einen speziellen Reichspfennigmeister, dessen Befugnisse in der Reichskammergerichtsordnung festgelegt wurden. Er zog die Gerichtsgebühren der Streitparteien ein, verwaltete die in die als Sustentationskasse bezeichnete Kasse des Gerichtes eingezahlten Abgaben, den Kammerzieler, und zahlte die Gehälter des Kammerrichters, der Präsidenten und Assessoren und der sonstigen Gerichtsbediensteten aus, worüber er über Herkunft Verwendung der Gelder bei der Visitation des Reichskammergerichts Rechenschaft ablegen sollte. Die Abgaben wurden meist nur unregelmäßig gezahlt, so dass das Gericht häufig arbeitsunfähig war, da monatelang keine Gehälter ausgezahlt werden konnten.

## Amtsinhaber

### Oberdeutscher Reichspfennigmeister
| Name                         | Amtszeit  | Lebensdaten  | Bemerkungen |
| ---------------------------- | --------- | ------------ | --- |
| Wolf Haller von Hallerstein  | 1557–1566 | † 1571       | |
| Georg Ilsung                 | 1566–1580 | um 1510–1580 | trat bereits ab 1553/54 mit dem Titel Reichspfennigmeister auf                                                                  |
| Maximilian Ilsung            | 1580–1583 |              | Sohn des Georg Ilsung |
| Johann Achilles Ilsung       | 1583–1589 |              | Neffe des Georg Ilsung, entlassen aufgrund von zu wenig aufgebrachten Krediten und Mängeln bei der Eintreibung der Reichshilfen |
| Zacharias Geizkofler         | 1589–1603 | 1560–1617    | trat 1603 vom Amt zurück, vermutlich aufgrund finanzieller Schwierigkeiten wegen der von ihm vorgeschossenen Gelder             |
| Matthäus Welser              | 1603–1608 | 1553–1633    | städtischer Baumeister in Augsburg                                                                                              |
| Hubert von Bleymann          | ?–1657    | † 1657       | Kaufmann, Pfennigmeister des Herzogtums Jülich und Kriegskommissar                                                              |
| Achatius von Hohenfeld       | 1658–?    | 1610–1672    | |
| Wilhelm Lothar von Hohenfeld |           | 1651–1710    | Sohn des Achatius von Hohenfeld                                                                                                 |
| Wilhelm Ludwig von Hohenfeld |           | 1703–1763    | Sohn des Wilhelm Lothar von Hohenfeld und damit Enkel des Achatius                                                              |

### Reichspfennigmeister im Ober- und Niedersächsischen Reichskreis
| Name                                | Amtszeit                                                       | Lebensdaten | Bemerkungen                                                                            |
| ----------------------------------- | -------------------------------------------------------------- | ----------- | -------------------------------------------------------------------------------------- |
| Damian von Sebottendorf             | 1557–1585                                                      | 1519–1585   |                                                                                        |
| Christoph von Loß der Ältere        | 1585–1609                                                      | 1548–1609   |                                                                                        |
| Christoph von Loß der Jüngere       | 1609–1620                                                      | 1574–1620   | Sohn des Christoph von Loß des Älteren                                                 |
| Joachim von Loß                     | 1620–1637                                                      | 1576–1637   | Bruder des Christoph von Loß des Jüngeren                                              |
| Johann von Ponickau                 |                                                                | 1584–1642   |                                                                                        |
| Friedrich von Metzsch               |                                                                | 1579–1655   | kaiserlicher Rat, kurfürstlich sächsischer Rat und Oberkonsistorialpräsident           |
| Wolff Siegfried von Lüttichau       | 1656                                                           | 1610–1671   | kaiserlicher Rat sowie Kanzler, Geheimer Rat und Kammerherr des Kurfürsten von Sachsen |
| Johann von Burkersroda              |                                                                |             |                                                                                        |
| Ernst Dietrich von Taube            |                                                                | 1661–1694   | kurfürstlich sächsischer Kammerherr                                                    |
| Johann Georg von Meusebach          |                                                                |             |                                                                                        |
| Christoph Dietrich Bose der Jüngere | 1701(?)–1707(?)                                                |             |                                                                                        |
| Hieronymus von Münchhausen          |                                                                |             |                                                                                        |
| Thomas von Fritsch                  | 1746–vermutlich während des Siebenjährigen Krieges (1756–1763) |             | letzter sächsischer Reichspfennigmeister                                               |

### Pfennigmeister am Reichskammergericht
| Name                                       | Amtszeit                                                                          | Lebensdaten | Bemerkungen |
| ------------------------------------------ | --------------------------------------------------------------------------------- | ----------- | --- |
| Matthias Huber                             | 1551/53–Juni 1584                                                                 |             | |
| Conrad Wimpfling                           | ab Juli 1584                                                                      |             | |
| Johann Lindenmayer                         |                                                                                   |             | |
| Philipp Simon                              | ca. 1617–1625                                                                     |             | |
| Gisbert de Maere                           | 1659 (vorläufige Bestallung) bzw. 1663 (endgültige Ernennung) – † 24. Januar 1673 |             | |
| Franz Ludwig Hubin von Gülchen             | 1673–1678                                                                         |             | |
| Philipp Jacob Krebs                        | 1678–1732                                                                         |             | |
| von Sonborn                                | 1732                                                                              |             | Assessor (wohl als Amtsverweser) |
| Johann Itel von Schorlemer                 | 1733–1747                                                                         |             | war anscheinend 1747 „arretiert“; gegen den „gewesenen Pfennigmeister“ vollstreckte der Fiscal dann in dessen Vermögen (1749/50).             |
| Ferdinand Casper Schelver                  | 1747–?                                                                            |             | enormen Recess verursacht, der von seinen Anverwandten getilt wurde bis hierher mussten zum Amtsantritt 10 000 Gulden Kaution gestellt werden |
| Heinrich Lucas Cormel von Haan (oder Hann) | 1765–Mai 1774                                                                     | † Mai 1774  | Kaution wird auf 30 000 Gulden erhöht |
| Johann Heinrich von Harpprecht             | 1762–1783(?)                                                                      | 1702–1783   | war 1762–1773 „Mitdeputirter bei der Pfenningmeisterey-Caß“                                                                                   |
| Wolfgang von Hötzendorff                   | 7. April 1775-nach 1799                                                           |             | |